# برناردو هیز
برناردو هیز، (به انگلیسی: Bernardo Hees) (زاده ۱۹۷۰) کارآفرین، بازرگان و مدیر ارشد اجرایی آمریکایی است، که اکنون به‌عنوان مدیر عامل اجرایی شرکت هاینز فعالیت می‌کند.